# 岡山県道195号神島外港線
岡山県道195号神島外港線（おかやまけんどう195ごう こうのしまそとこうせん）は、岡山県笠岡市を通る一般県道である。

## 概要
笠岡市神島南岸の神島外港西手から神島南岸を通って神島大橋を渡り、笠岡市入江で国道2号笠岡バイパス（側道）に接続する。

### 路線データ
- 起点：岡山県笠岡市神島外浦（神島外港西手、岡山県道433号青島新開神島外港線終点）
- 終点：岡山県笠岡市入江（国道2号笠岡バイパス（側道）交点）
- 総延長：6.8 km[注釈 1][1]
- 道路管理者：岡山県（備中県民局井笠地域事務所）
- 異常気象時通行規制区間：あり

## 歴史
神島大橋が架橋されるまでは、笠岡市の神島地内（神島内浦）と横島地内（瀬戸）の間を渡し舟（瀬戸の渡し）で往来していた。その後、1956年（昭和31年）2月から県道神島外浦寄島線フェリーボードが就航し、本土から貨物自動車の渡船が可能となる。ところが、乗り換え時間や待ち時間、天候に左右されることが多く、問題となり架橋計画が持ち上がる。笠岡市や地元民からの強い要望によって、1966年（昭和41年）から岡山県が神島大橋の架橋工事を開始し、1970年（昭和45年）3月31日に神島大橋が開通。現在の路線経路となる。

### 年表
- 1956年（昭和31年）2月 - 土と神島を結ぶフェリーボードが就航。
- 1966年（昭和41年） - 神島大橋の架橋工事に着手。
- 1970年（昭和45年）3月31日 - 神島大橋が開通。
- 2000年代 - 神島大橋の改修工事を実施。
- 2008年（平成20年）3月15日 - 国道2号笠岡バイパスが暫定開通（神島大橋が同バイパスの暫定ルートの一部となる。） 。
- 2011年（平成23年）3月11日 - 岡山県告示第165号による岡山県道47号倉敷長浜笠岡線の旧道処分（笠岡市道降格）に伴い、終点が富岡地内から入江地内に変更となり路線延長が短縮される[2]。

## 路線状況
車線数は1.5車線 - 2車線。笠岡市の神島地内（内浦） - 入江地内にかけては、暫定的に国道2号笠岡バイパスを補完する役割を果たしている。

### 重複区間
- 国道2号笠岡バイパス暫定ルート

ただし、国道指定はされていない（神島大橋の北側に国道としての新架橋を計画しているため。）。

### 道路施設

#### 橋梁
- 神島大橋（笠岡市）
- 橋長：170 m（開通当時：170 m）
- 幅員：7.5 m（開通当時：6.25 m）
- 満潮海面からの高さ：18 m

### 並行する旧街道
- 神島四国八十八箇所遍路道
- 道通神社参拝道

### 異常気象時通行規制区間
| 区間                           | 距離    | 規制内容                                                        |
| ------------------------------ | ------- | --------------------------------------------------------------- |
| 笠岡市神島外浦（正砂・水落間） | 1.70 km | 時間雨量：連続100 mmは通行注意、40 mmまたは連続180 mmは通行止。 |
| 参考資料                       |         |                                                                 |
| 岡山県（PDF） （外部リンク）   |         |                                                                 |

## 地理

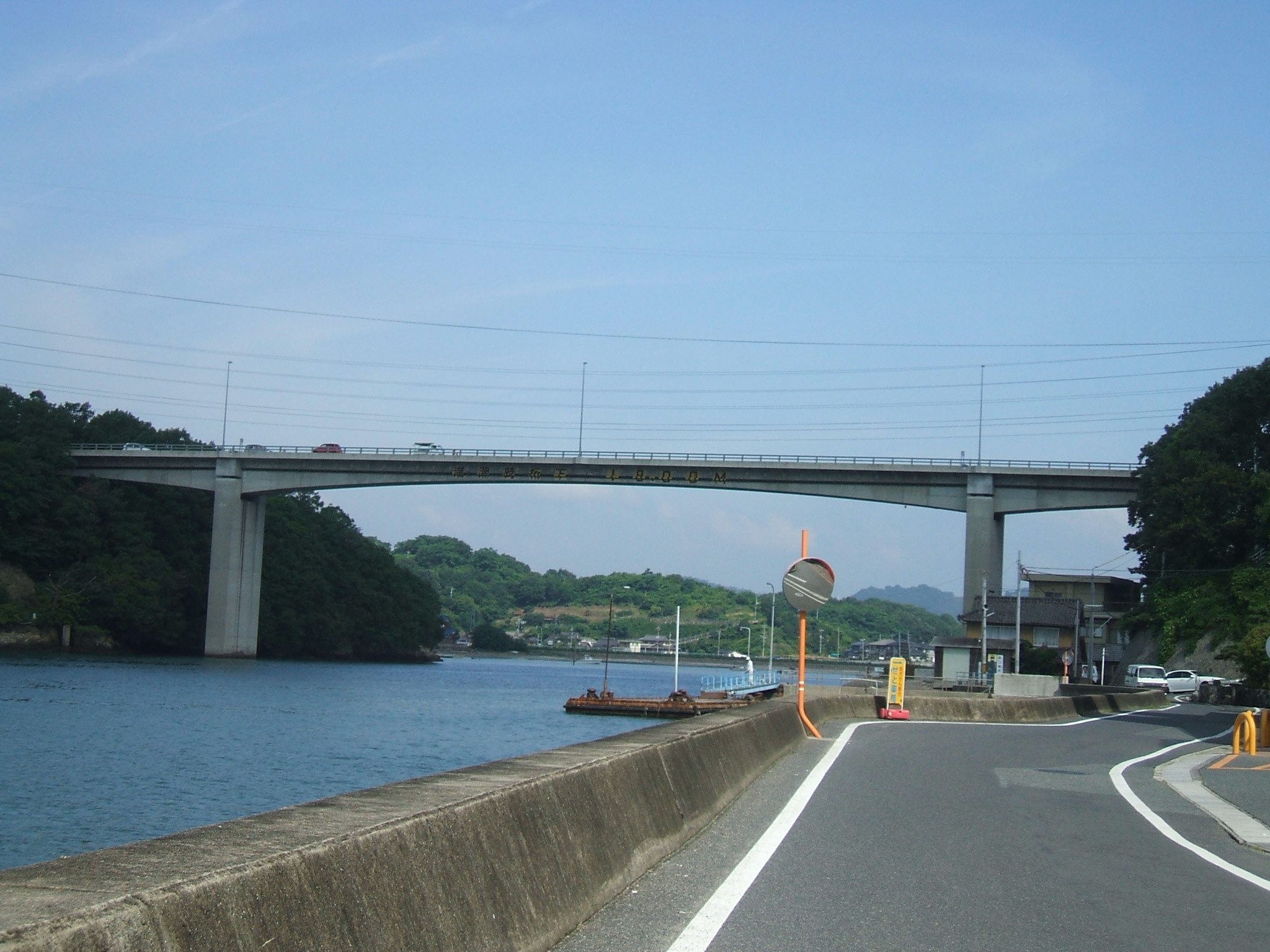
笠岡港のある入江を渡る神島大橋

### 通過する自治体
- 岡山県
  - 笠岡市

### 交差する道路
| 交差する道路                       | 交差する場所 | 交差する場所 |
| ---------------------------------- | ------------ | ------------ |
| 岡山県道433号青島新開神島外港線    | 神島外浦     | 起点         |
| 岡山県道433号青島新開神島外港線    | 神島         |              |
| 笠岡市道M198号横島90号美の浜入江線 | 横島         |              |
| 国道2号 / 笠岡バイパス（側道）     | 入江         | 終点         |

### 沿線
- 神島外浦港 - 神島外港には笠岡港を出港し、笠岡諸島の高島・白石島・北木島を経由して真鍋島に至る旅客船が寄港している（1日上下8便）。
- 神島四国八十八箇所（ミニ霊場）
- 笠岡市立神島外小学校
- 笠岡市立神島外中学校
- 笠岡市立神内中学校
- カブトガニ博物館
  - 恐竜公園
- 道通神社

名物・名産品
- 笠岡ラーメン